# Нюпен, Кристофер
Кристофер Нюпен (англ. Christopher Nupen; 30 сентября 1934, ЮАР — 19 февраля 2023) — британский кинорежиссёр-документалист южноафриканского происхождения. Сын южноафриканского крикетиста Бастера Нюпена.
Нюпен специализировался на телефильмах и видеофильмах, посвящённых классической музыке и, как утверждается, совершил революцию в этой области, его фильмы признаны золотым стандартом музыкальной документалистики.

## Биография
Получив образование в Южной Африке, он обосновался в Великобритании в конце 1950-х гг., работал в банковской сфере, затем учился на звукорежиссёра на BBC. Дебютом Нюпена стал снятый в 1962 году для BBC фильм «Высокий фестиваль в Сиене» (англ. High Festival in Siena), посвящённый летнему музыкальному фестивалю в Академии Киджи. В 1966 году первой громкой работой Нюпена стал телефильм «Двойной концерт» (англ. Double Concerto) о творческом сотрудничестве Владимира Ашкенази и Даниэля Баренбойма.
В 1968 году Нюпен выступил одним из основателей независимой компании по производству фильмов Allegro Films. Первой знаковой работой Нюпена под новым брендом стал фильм «Форель» (англ. The Trout), для которого пятеро звёздных молодых музыкантов — Баренбойм, Жаклин Дю Пре, Ицхак Перлман, Пинхас Цукерман и Зубин Мета — встретились, чтобы сыграть квинтет «Форель», написанный в юности Францем Шубертом; лента Нюпен включает различные забавные моменты совместных репетиций, представляя музыкантов в человеческом измерении. К трагической судьбе виолончелистки Жаклин Дю Пре Нюпен обращался в ряде последующих фильмов.
Наряду с портретами музыкантов-современников — Андреса Сеговии, Джона Барбиролли, Алисы Херц-Зоммер, Перлмана, Ашкенази, Евгения Кисина — Нюпен снял ряд биографических фильмов о выдающихся композиторах прошлого: Шуберте, Иоганнесе Брамсе, Никколо Паганини, П. И. Чайковском. Особое внимание привлёк фильм Нюпена «Нам нужен свет!» (англ. We Want the Light!; 2003, редакция для DVD 2009), посвящённый немецко-еврейским отношениям в музыке, от Феликса Мендельсона и Рихарда Вагнера до Холокоста.
Помимо множества работ в области классической музыки Нюпен также снял в 1974 году по заказу ZDF фильм-концерт рок-группы Gentle Giant.
В 2019 году опубликовал автобиографическую книгу «Слушая через объектив» (англ. Listening through the lens).
Скончался 19 февраля 2023 года.